# Чемпионат Украины по хоккею с шайбой 1997/1998
VI Чемпионат Украины по хоккею с шайбой — 6-й хоккейный турнир среди украинских клубных команд в сезоне 1997/1998 годов, организованный Федерацией хоккея Украины.

## Регулярный чемпионат

### Турнирная таблица
| М | Команда            | И  | В  | Н | П | ШЗ | ШП | ШР  | О  |
| - | ------------------ | -- | -- | - | - | -- | -- | --- | -- |
| 1 | ХК «Сокол−Киев»    | 12 | 11 | 1 | 0 | 84 | 12 | +72 | 23 |
| 2 | СК «Политехник»    | 12 | 8  | 0 | 4 | 47 | 39 | +8  | 16 |
| 3 | ХК «Беркут−ПВО»    | 12 | 6  | 1 | 5 | 41 | 35 | +6  | 13 |
| 4 | СДЮСШОР г. Харьков | 12 | 6  | 1 | 5 | 48 | 51 | −3  | 13 |
| 5 | СКТК «АТЭК»        | 12 | 3  | 2 | 7 | 34 | 67 | −33 | 8  |
| 6 | ХК «Льдинка»       | 12 | 3  | 0 | 9 | 36 | 46 | −10 | 6  |
| 7 | СДЮСШОР «Сокол»    | 12 | 2  | 1 | 9 | 26 | 66 | −40 | 5  |

## Плей-офф
|  | ½ финала | ½ финала           | ½ финала           | ½ финала           | ½ финала           | ½ финала           | ½ финала           | ½ финала           | ½ финала           | ½ финала |   |                 | Финал             | Финал              | Финал              | Финал              | Финал              | Финал              | Финал              | Финал              | Финал              | Финал |
|  |          |                    |                    |                    |                    |                    |                    |                    |                    |          |   |                 |                   |                    |                    |                    |                    |                    |                    |                    |                    |       |
|  | 1        | ХК «Сокол−Киев»    | ХК «Сокол−Киев»    | ХК «Сокол−Киев»    | ХК «Сокол−Киев»    | ХК «Сокол−Киев»    | ХК «Сокол−Киев»    | ХК «Сокол−Киев»    | ХК «Сокол−Киев»    | 7        |   |                 |                   |                    |                    |                    |                    |                    |                    |                    |                    |       |
|  | 1        | ХК «Сокол−Киев»    | ХК «Сокол−Киев»    | ХК «Сокол−Киев»    | ХК «Сокол−Киев»    | ХК «Сокол−Киев»    | ХК «Сокол−Киев»    | ХК «Сокол−Киев»    | ХК «Сокол−Киев»    | 7        |   |                 |                   |                    |                    |                    |                    |                    |                    |                    |                    |       |
|  | 4        | СДЮСШОР г. Харьков | СДЮСШОР г. Харьков | СДЮСШОР г. Харьков | СДЮСШОР г. Харьков | СДЮСШОР г. Харьков | СДЮСШОР г. Харьков | СДЮСШОР г. Харьков | СДЮСШОР г. Харьков | 3        |   |                 |                   |                    |                    |                    |                    |                    |                    |                    |                    |       |
|  |          |                    |                    |                    |                    |                    |                    |                    |                    |          | 1 | ХК «Сокол−Киев» | ХК «Сокол−Киев»   | ХК «Сокол−Киев»    | ХК «Сокол−Киев»    | ХК «Сокол−Киев»    | ХК «Сокол−Киев»    | ХК «Сокол−Киев»    | ХК «Сокол−Киев»    | 5                  |                    |       |
|  |          |                    |                    |                    |                    |                    |                    |                    |                    |          | 1 | ХК «Сокол−Киев» | ХК «Сокол−Киев»   | ХК «Сокол−Киев»    | ХК «Сокол−Киев»    | ХК «Сокол−Киев»    | ХК «Сокол−Киев»    | ХК «Сокол−Киев»    | ХК «Сокол−Киев»    | 5                  |                    |       |
|  |          |                    |                    |                    |                    |                    |                    |                    |                    |          |   |                 | 3                 | ХК «Беркут−ПВО»    | ХК «Беркут−ПВО»    | ХК «Беркут−ПВО»    | ХК «Беркут−ПВО»    | ХК «Беркут−ПВО»    | ХК «Беркут−ПВО»    | ХК «Беркут−ПВО»    | ХК «Беркут−ПВО»    | 2     |
|  | 3        | ХК «Беркут−ПВО»    | ХК «Беркут−ПВО»    | ХК «Беркут−ПВО»    | ХК «Беркут−ПВО»    | ХК «Беркут−ПВО»    | ХК «Беркут−ПВО»    | ХК «Беркут−ПВО»    | ХК «Беркут−ПВО»    | 3        |   |                 | 3                 | ХК «Беркут−ПВО»    | ХК «Беркут−ПВО»    | ХК «Беркут−ПВО»    | ХК «Беркут−ПВО»    | ХК «Беркут−ПВО»    | ХК «Беркут−ПВО»    | ХК «Беркут−ПВО»    | ХК «Беркут−ПВО»    | 2     |
|  | 3        | ХК «Беркут−ПВО»    | ХК «Беркут−ПВО»    | ХК «Беркут−ПВО»    | ХК «Беркут−ПВО»    | ХК «Беркут−ПВО»    | ХК «Беркут−ПВО»    | ХК «Беркут−ПВО»    | ХК «Беркут−ПВО»    | 3        |   |                 |                   |                    |                    |                    |                    |                    |                    |                    |                    |       |
|  | 2        | СК «Политехник»    | СК «Политехник»    | СК «Политехник»    | СК «Политехник»    | СК «Политехник»    | СК «Политехник»    | СК «Политехник»    | СК «Политехник»    | 2        |   |                 |                   |                    |                    |                    |                    |                    |                    |                    |                    |       |
|  | 2        | СК «Политехник»    | СК «Политехник»    | СК «Политехник»    | СК «Политехник»    | СК «Политехник»    | СК «Политехник»    | СК «Политехник»    | СК «Политехник»    | 2        |   |                 |                   |                    |                    |                    |                    |                    |                    |                    |                    |       |
|  |          |                    |                    |                    |                    |                    |                    |                    |                    |          |   |                 | Матч за 3-е место |                    |                    |                    |                    |                    |                    |                    |                    |       |
|  |          |                    |                    |                    |                    |                    |                    |                    |                    |          |   |                 |                   |                    |                    |                    |                    |                    |                    |                    |                    |       |
|  |          |                    |                    |                    |                    |                    |                    |                    |                    |          |   |                 |                   |                    |                    |                    |                    |                    |                    |                    |                    |       |
|  |          |                    |                    |                    |                    |                    |                    |                    |                    |          |   |                 |                   |                    |                    |                    |                    |                    |                    |                    |                    |       |
|  |          |                    |                    |                    |                    |                    |                    |                    |                    |          |   |                 | 2                 | СК «Политехник»    | СК «Политехник»    | СК «Политехник»    | СК «Политехник»    | СК «Политехник»    | СК «Политехник»    | СК «Политехник»    | СК «Политехник»    | 8     |
|  |          |                    |                    |                    |                    |                    |                    |                    |                    |          |   |                 | 2                 | СК «Политехник»    | СК «Политехник»    | СК «Политехник»    | СК «Политехник»    | СК «Политехник»    | СК «Политехник»    | СК «Политехник»    | СК «Политехник»    | 8     |
|  |          |                    |                    |                    |                    |                    |                    |                    |                    |          |   |                 | 4                 | СДЮСШОР г. Харьков | СДЮСШОР г. Харьков | СДЮСШОР г. Харьков | СДЮСШОР г. Харьков | СДЮСШОР г. Харьков | СДЮСШОР г. Харьков | СДЮСШОР г. Харьков | СДЮСШОР г. Харьков | 3     |
|  |          |                    |                    |                    |                    |                    |                    |                    |                    |          |   |                 | 4                 | СДЮСШОР г. Харьков | СДЮСШОР г. Харьков | СДЮСШОР г. Харьков | СДЮСШОР г. Харьков | СДЮСШОР г. Харьков | СДЮСШОР г. Харьков | СДЮСШОР г. Харьков | СДЮСШОР г. Харьков | 3     |